# Rifa'iyya

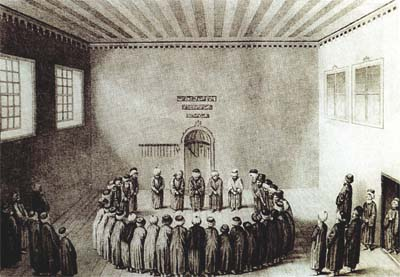

L'ordre Rifaʿi (aussi Rufaʿi, Rifaʿiyya, Rifaʿiya) (arabe, الرفاعية) est un ordre soufi fondé par Ahmed ar-Rifa'i et développé en Irak entre Wasit et Bassora.